# Carlo Stefano Anastasio Ciceri
Carlo Stefano Anastasio Ciceri (Milão, 26 de dezembro de 1618 - Como, 24 de junho de 1694) foi um cardeal do século XVII

## Biografia
Nasceu em Milão em 26 de dezembro de 1618. Sua família era originalmente de Como. Filho de Vincenzo Ciceri. Parente do Papa Inocêncio XI .
Frequentou a Universidade de Bolonha, onde se doutorou in utroque iure , direito canónico e civil.
Governador de cidades e províncias dos Estados Pontifícios durante o pontificado do Papa Inocêncio X. Eleitor dos Tribunais da Assinatura Apostólica da Justiça e da Graça. Referendário da SC da Sagrada Consulta .
Eleito bispo de Alessandria della Paglia, em 22 de setembro de 1659. Consagrado, em 5 de outubro de 1659, igreja de S. Carlo al Corso, Roma, pelo cardeal Benedetto Odescalchi. Transferido para a Sé de Como em 13 de maio de 1680.
Criado cardeal sacerdote no consistório de 2 de setembro de 1686; recebeu o barrete vermelho e o título de S. Agostino, a 7 de julho de 1687. Participou no conclave de 1689, que elegeu o Papa Alexandre VIII. Participou do conclave de 1691, que elegeu o Papa Inocêncio XII.
Morreu em Como em 24 de junho de 1694, às 15 horas. Exposto e enterrado na catedral de Como